# NGC 2500
NGC 2500 est une petite galaxie spirale barrée relativement rapprochée et située dans la constellation du Lynx. NGC 2500 a été découverte par l'astronome germano-britannique William Herschel en 1788.
La classe de luminosité de NGC 2500 est IV et elle présente une large raie HI. Elle renferme également des régions d'hydrogène ionisé. De plus, c'est une galaxie du champ, c'est-à-dire qu'elle n'appartient pas à un amas ou un groupe et qu'elle est donc gravitationnellement isolée.

## Description et distance

### Description

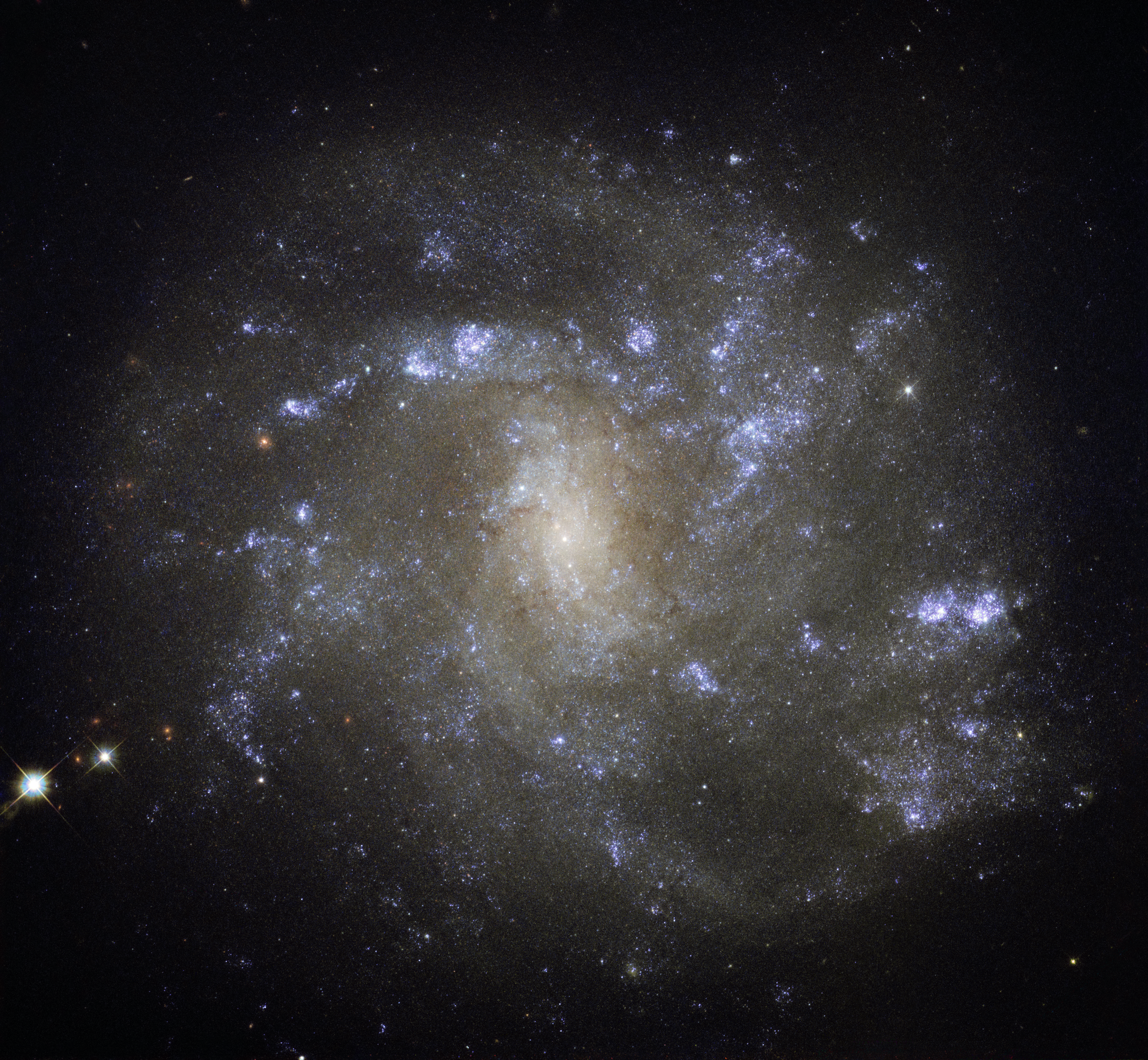
NGC 2500 par le télescope spatial Hubble.

NGC 2500 renferme plusieurs régions de formation d'étoiles. Comme plusieurs galaxies spirales, dont la Voie lactée, elle possède une barre linéaire qui coupe son bulbe. Cette structure cosmique est le siège de nombreuses pouponnières d'étoiles et elle agit comme un entonnoir pour la matière tombant vers le noyau actif de NGC 2500. Il existe aussi d'autres régions de formation d'étoiles, en particulier dans la moitié supérieure de la galaxie où les bras spiraux sont légèrement mieux définis. On voit en effet sur la photographie prise par le télescope spatial Hubble plus de régions bleues de jeunes étoiles massives dans la partie supérieure de la galaxie.
NGC 2500 arbore un noyau qui présente une région HII, c'est-à-dire une nébuleuse en émission constituée d'hydrogène ionisé.

### Distance
La distance calculée en utilisant le décalage vers le rouge est de 9,39 ± 0,67 Mpc (∼30,6 millions d'al), mais pour des galaxies rapprochées du Groupe local, les distances obtenues par d'autres méthodes sont plus fiables. À ce jour, neuf mesures non basées sur le décalage vers le rouge (redshift) donnent une distance de 11,989 ± 0,924 Mpc (∼39,1 millions d'al), ce qui est légèrement supérieure à la distance calculée à partir du décalage vers le rouge.

## Groupe de NGC 2841
NGC 2500 fait partie du groupe de NGC 2841. Les cinq principales galaxies de ce groupe sont NGC 2500, NGC 2537, NGC 2541, NGC 2552 et évidemment NGC 2841.
Curieusement, la base de données NASA/IPAC indique que NGC 2500 est une galaxie du champ, c'est-à-dire une galaxie gravitationnellement isolée. Pourtant, NGC 2500 est à la même distance que les cinq principales galaxies du groupe et elle est dans la même région.